# Pierre Auguste Joseph Drapiez
Pierre Auguste Joseph Drapiez fue un naturalista y botánico belga (28 de agosto de 1778 - 28 de diciembre de 1856).
Participa, junto con el botánico francés J.-B. Bory de Saint-Vincent (1778-1846) y del químico belga Jean-Baptiste Van Mons (1765-1842), en la fundación de Annales générales de Sciences physiques consacrées aux Sciences naturelles donde publicarían seis volúmenes entre 1819 a 1822. Su Dictionnaire portatif de chimie, de minéralogie et de géologie, en rapport avec l'état présent de ces sciences, composé par une société de chimistes, de minéralogistes et de géologues se publica en 1824, y de Résumé d'ornithologie ou d'histoire naturelle des oiseaux (Resumen de Ornitología o de la historia natural de las aves) en 1829.
Publica en 1833, con Pierre C. van Geel (1796-1838), la Encyclographie du règne végétal. También es autor de una Guide pratique de minéralogie usuelle y del Dictionnaire classique des sciences naturelles. Y fue editor de L'Horticulteur Belge vol. 3.
Legaría su biblioteca, con más de 4.000 volúmenes, a la ciudad de Mons.

## Honores

### Eponimia
Género de la familia Convallariaceae
- Drapiezia multiflora Blume 1827[1]

- La abreviatura «Drapiez» se emplea para indicar a Pierre Auguste Joseph Drapiez como autoridad en la descripción y clasificación científica de los vegetales.[2]